# Black Point (Südgeorgien)
Der Black Point (englisch für Schwarze Landspitze) ist eine Landspitze an der Westseite der Right Whale Bay an der Nordküste Südgeorgiens. Sie liegt 2,2 km südsüdwestlich des Nameless Point und markiert die südliche Begrenzung der Einfahrt zur Cairns Cove.
Wissenschaftler der britischen Discovery Investigations kartierten sie im Jahr 1930.